# Real Valladolid
Real Valladolid is een Spaanse voetbalclub uit Valladolid. Het thuisstadion is het Nuevo José Zorrilla, dat een capaciteit van 28.000 plaatsen heeft.

## Historie
De club is op 20 juni 1928 ontstaan uit een fusie tussen Real Unión Deportiva en Club Deportivo Español. Het komt tot en met 1948 verscheidene jaren uit in de Tercera División en Segunda División A, totdat het in dat jaar promoveert naar de Primera División. Een jaar daarop behaalt het de finale van de Copa del Rey dat het verliest tegen Athletic Bilbao. Valladolid verblijft op het hoogste niveau tot het seizoen 1957/58 als het degradeert.
Na een jaar keert de club weer terug. Na 2 seizoenen in de Primera División volgt echter wederom een degradatie. In 1962 keert de club weer terug op het hoogste niveau, wederom na een jaar een niveau lager te hebben gespeeld. In het eerste seizoen behaalt de club de 4e plaats, de hoogste positie ooit. Een jaar later volgt echter weer degradatie. Vervolgens verblijft de club vanaf 1964/65 tot 1980/81 in de Segunda División (één jaar speelde het ook nog in de Tercera División, seizoen 1970/71). Vanaf 1980 tot en met 2004 speelt het op één seizoen na in de Primera División.
In 2004 volgt degradatie naar de Segunda División A. Vervolgens speelt Real Valladolid 3 seizoenen in de Segunda División A. De club is in het seizoen 2006/07 lijstaanvoerder en heeft het record verbroken van achtereenvolgende wedstrijden zonder nederlaag in de Segunda División A. Op 22 april 2007 verzekert de club zich door een 0-2-overwinning op CD Tenerife van terugkeer naar de Primera División. Real Valladolid is niet meer te achterhalen door de nummer 4, een niet-promotieplaats. De club eindigt uiteindelijk als kampioen voor Real Murcia en UD Almería. Na drie jaar in de hoogste divisie van Spanje gespeeld te hebben, degradeerde Real Valladolid na de achttiende plaats in het seizoen 2009/10 naar de Segunda División A. In het seizoen 2011/12 eindigde de ploeg als derde en promoveerde na play-off wedstrijden terug naar de Primera División. In 2016 degradeerde de ploeg naar het tweede niveau, om in 2018 terug te keren naar de Primera División.
Deze aanwezigheid ging deze keer drie seizoenen duren met acherereenvolgens een bescheiden zestiende, dertiende en negentiende plek in de eindrangschikking.  Deze laatste uitslag was niet voldoende om het behoud te verzekeren en zo speelt de ploege vanaf seizoen 2021/22 weer op het tweede niveau van het Spaans voetbal. Tijdens dit seizoen was de strijd om de titel spannend tot de laatste speeldag.  Voor de start hadden SD Eibar en UD Almería beiden tachtig punten en op de derde plaats volgde Real Valladolid met achtenzeventig punten.  Valladolid won heel gemakkelijk thuis met 3-0 van SD Huesca. Almería keek al snel tegen een 1-0 en 2-1 achterstand aan, maar dankzij hun topscorer Umar Sadiq konden ze in de 53ste minuut 2-2 gelijk maken tegen CD Leganès, wat ook de eindstand werd. Op papier had Eibar tegen het laatst geklasseerde AD Alcorcón de gemakkelijkste opdracht, maar na negentig minuten was het nog steeds 0-0.  Deze uitslag zou inhouden dat de drie ploegen met eenentachtig punten zouden eindigen met Valladolid als kampioen en Eibar als vice-kampioen.  Maar toen gebeurde het onverwachte.  In de eenennegentigste minuut scoorde Giovanni Zarfino het enige doelpunt voor de Madrileense ploeg en zo werd Almería kampioen met eenentachtig punten en als vice-kampioen Valladolid met dezelfde aantal punten.  Eibar, met een puntje minder, werd naar de eindronde verwezen.

## Erelijst
- Copa de la Liga

1984
- Segunda División A

2007

## Eindklasseringen
- 1940 6e
Segunda División
- 1941 10e
Segunda División
- 1942 5e
Segunda División
- 1943 2e
Segunda División
- 1944 14e
Segunda División
- 1945 3e
Tercera División
- 1946 1e
Tercera División
- 1947 1e
Tercera División
- 1948 14e
Segunda División
- 1949 12e
Primera División
- 1950 9e
Primera División
- 1951 6e
Primera División
- 1952 8e
Primera División
- 1953 12e
Primera División
- 1954 12e
Primera División
- 1955 9e
Primera División
- 1956 9e
Primera División
- 1957 8e
Primera División
- 1958 15e
Primera División
- 1959 1e
Segunda División
- 1960 13e
Primera División
- 1961 15e
Primera División
- 1962 2e
Segunda División
- 1963 4e
Primera División
- 1964 16e
Primera División
- 1965 3e
Segunda División
- 1966 4e
Segunda División
- 1967 9e
Segunda División
- 1968 2e
Segunda División
- 1969 10e
Segunda División
- 1970 17e
Segunda División
- 1971 2e
Tercera División
- 1972 7e
Segunda División
- 1973 5e
Segunda División
- 1974 7e
Segunda División
- 1975 11e
Segunda División
- 1976 4e
Segunda División
- 1977 12e
Segunda División
- 1978 7e
Segunda División
- 1979 4e
Segunda División
- 1980 2e
Segunda División
- 1981 12e
Primera División
- 1982 9e
Primera División
- 1983 12e
Primera División
- 1984 14e
Primera División
- 1985 13e
Primera División
- 1986 10e
Primera División
- 1987 13e
Primera División
- 1988 8e
Primera División
- 1989 6e
Primera División
- 1990 16e
Primera División
- 1991 9e
Primera División
- 1992 19e
Primera División
- 1993 2e
Segunda División
- 1994 18e
Primera División
- 1995 19e
Primera División
- 1996 16e
Primera División
- 1997 7e
Primera División
- 1998 11e
Primera División
- 1999 12e
Primera División
- 2000 8e
Primera División
- 2001 16e
Primera División
- 2002 12e
Primera División
- 2003 14e
Primera División
- 2004 18e
Primera División
- 2005 6e
Segunda División
- 2006 11e
Segunda División
- 2007 1e
Segunda División
- 2008 15e
Primera División
- 2009 16e
Primera División
- 2010 18e
Primera División
- 2011 7e
Segunda División
- 2012 3e
Segunda División
- 2013 14e
Primera División
- 2014 19e
Primera División
- 2015 5e
Segunda División
- 2016 16e
Segunda División
- 2017 7e
Segunda División
- 2018 5e
Segunda División
- 2019 16e
Primera División
- 2020 13e
Primera División
- 2021 19e
Primera División
- 2022 2e
Segunda División
- 2023 18e
Primera División
- 2024 2e
Segunda División
- 2025 20e
Primera División

- Primera División
- Segunda División
- Tercera Federación

## Valladolid in Europa
#Q = #kwalificatieronde, #R = #ronde, 1/8 = achtste finale, 1/4 = kwartfinale, T/U = Thuis/Uit, W = Wedstrijd, PUC = punten UEFA coëfficiënten .
Uitslagen vanuit gezichtspunt Real Valladolid
| Seizoen | Competitie   | Ronde | Land                 | Club            | Totaalscore  | 1e W    | 2e W       | PUC  |
| ------- | ------------ | ----- | -------------------- | --------------- | ------------ | ------- | ---------- | ---- |
| 1984/85 | UEFA Cup     | 1R    | Vlag van Joegoslavië | NK Rijeka       | 2-4          | 1-0 (T) | 1-4 (U)    | 2.0  |
| 1989/90 | Europacup II | 1R    | Vlag van Malta       | Hamrun Spartans | 6-0          | 5-0 (T) | 1-0 (U)    | 10.0 |
|         |              | 1/8   | Vlag van Zweden      | Djurgårdens IF  | 4-2          | 2-0 (T) | 2-2 (U)    | 10.0 |
|         |              | 1/4   | Vlag van Frankrijk   | AS Monaco       | 0-0 (1-3 ns) | 0-0 (T) | 0-0 nv (U) | 10.0 |
| 1997/98 | UEFA Cup     | 1R    | Vlag van Letland     | Skonto Riga     | 2-1          | 2-0 (T) | 0-1 (U)    | 2.0  |
|         |              | 2R    | Vlag van Rusland     | Spartak Moskou  | 1-4          | 0-2 (U) | 1-2 (T)    | 2.0  |

Totaal aantal punten voor UEFA coëfficiënten: 14.0
Zie ook
- Deelnemers UEFA-toernooien Spanje
- Ranglijst van alle clubs die in de diverse Europa Cups zijn uitgekomen

## Bekende (oud-)spelers

### Spanjaarden
- Mario Álvarez
- Sergio Asenjo
- Rubén Baraja
- José Luís Caminero
- Jordi Figueras
- Victor Manuel Fernandez
- Luis García
- José Antonio García Calvo
- Fernando Hierro
- Joseba Llorente
- Ricardo López
- Alvaro Negredo
- Eusebio Sacristàn
- Mario Suárez

### Overig
- Heinz Barmettler
- Julio César Benítez
- Cuauhtémoc Blanco
- Ludovic Butelle
- Martín Cardetti
- Dragan Cirić
- Gilberto García
- Jorge González
- Gabriel Heinze
- René Higuita
- Iván Kaviedes
- Haris Međunjanin
- Johan Mojica
- Daniel Ngom Komé
- Nicolás Olivera
- Juan Manuel Peña
- Henrique Sereno
- Jorge da Silva
- Jan Urban
- Carlos Valderrama
- Patricio Yáñez
- Cyle Larin